# Paurolepis
Paurolepis là một chi thực vật có hoa trong họ Cúc (Asteraceae).

## Loài
Chi Paurolepis gồm các loài: